# Lupinus caespitosus
Lupinus caespitosus är en ärtväxtart som beskrevs av John Torrey och Asa Gray. Lupinus caespitosus ingår i släktet lupiner, och familjen ärtväxter.

## Underarter
Arten delas in i följande underarter:
- L. c. caespitosus
- L. c. utahensis